# Kościół św. Chada w Manchesterze
Kościół św. Chada w Manchesterze (ang. Oratory Church of Saint Chad's, Manchester; skrót: The Manchester Oratory) – rzymskokatolickie publiczne oratorium w Manchesterze, w Wielkiej Brytanii.
Duszpasterstwo w świątyni prowadzi Kongregacja Oratorium św. Filipa Neri. Znajduje się w diecezji Salford.

## Lokalizacja
Kościół znajduje się w Cheetham, w Manchesterze, przy skrzyżowaniu Cheetham Hill Road i St. Chads Street.

## Patron
Patronem świątyni jest św. Chad. Wezwanie to nawiązuje do nieistniejącej obecnie kaplicy św. Chada, od tradycji której oratorium wywodzi swoją historię. Kaplica św. Chada powstała w latach 70. XVIII w., gdy praktykowanie katolicyzmu było oficjalnie zakazane, jako pierwsza kaplica katolicka w Manchesterze od czasów reformacji. Katolicy, którzy przetrwali w Manchesterze trwające od XVI w. antykatolickie prześladowania, wybrali za patrona św. Chada – biskupa tego regionu Anglii z VII w., aby podkreślić, że wyznają tą samą wiarę, w którą wierzył św. Chad.

## Historia
Kościół św. Chada w Manchesterze został zbudowany w latach 1846–1847, jako pierwszy kościół katolicki w Manchesterze po akcie emancypacji katolików z 1829, a uroczystość jego otwarcia była pierwszym odprawieniem rytuału katolickiego z masowym udziałem wiernych w Manchesterze od ponad 300 lat.
Od 1921 kościół gościł wspólnotę ukraińsko-katolicką (od 1947 mającą rangę parafii). Nabożeństwa bizantyjsko-ukraińskie zakończono odprawiać w 1954, gdy społeczność ukraińska zakupiła własny kościół.
Kościół był restaurowany w latach 1949–1951 i na przełomie XX i XXI w. W 1965 został przearanżowany w celu dostosowania do zreformowanej liturgii rzymskiej. 3 października 1974 kościół wraz z przyległa plebanią i murem został wpisany na listę zabytków II klasy.
Do 2003 kościół był obsługiwany przez rezydujących przy nim duchownych diecezji Salford. Od 2013 należy on do filipinów.

## Architektura i sztuka
Kościół został zaprojektowany w stylu gotyku wertykalnego. Zbudowany jest z piaskowca Todmorden Summit i pokryty łupkowym dachem.
W prezbiterium ołtarz główny zawierający relikwie św. Chada, witraż przedstawiający sceny z życia św. Chada z 1847 i malowidła ścienne z 1856. Podłoga wyłożona jest lastrykiem i marmurem. Po bokach prezbiterium znajdują się kaplice boczne Matki Bożej (strona północna) i św. Filipa (strona południowa) z witrażami autorstwa Williama Wailesa.
W nawie sześcioprzęsłowe arkady z ośmiokątnymi filarami. Podłoga wyłożona jest lastrykiem. Nad nawą góruje rzeźbiona ambona z baldachimem.

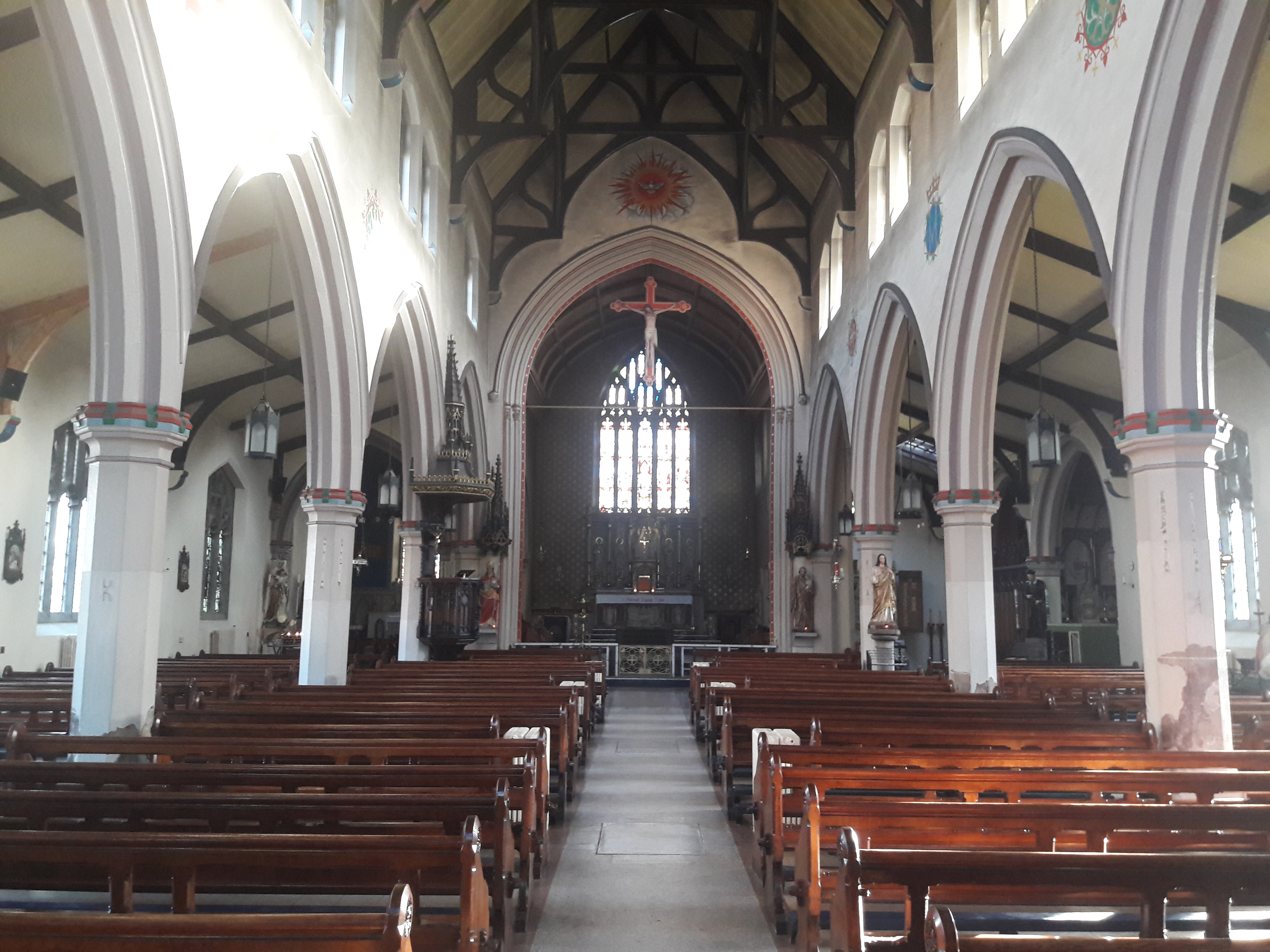
Nawa
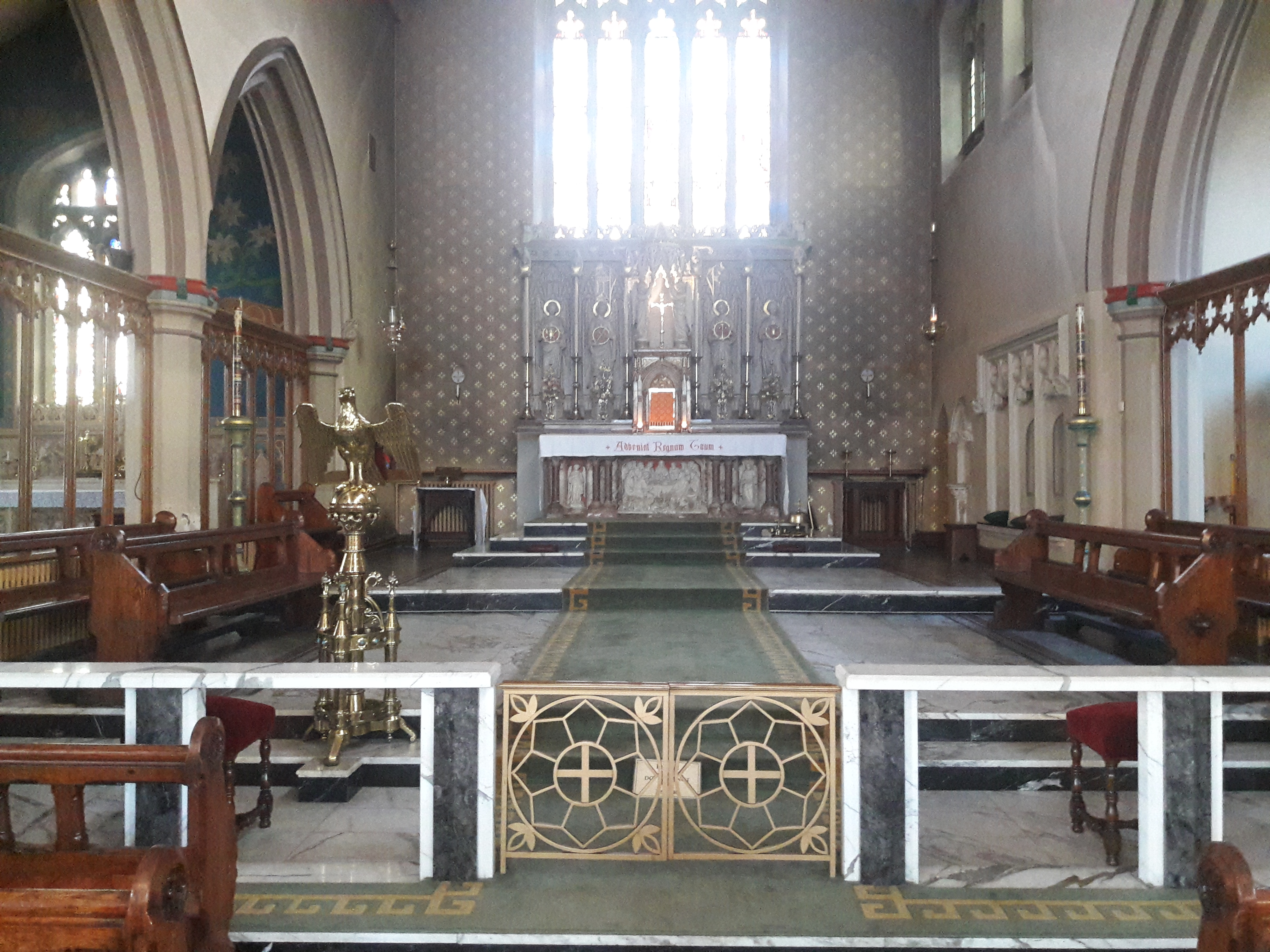
Prezbiterium
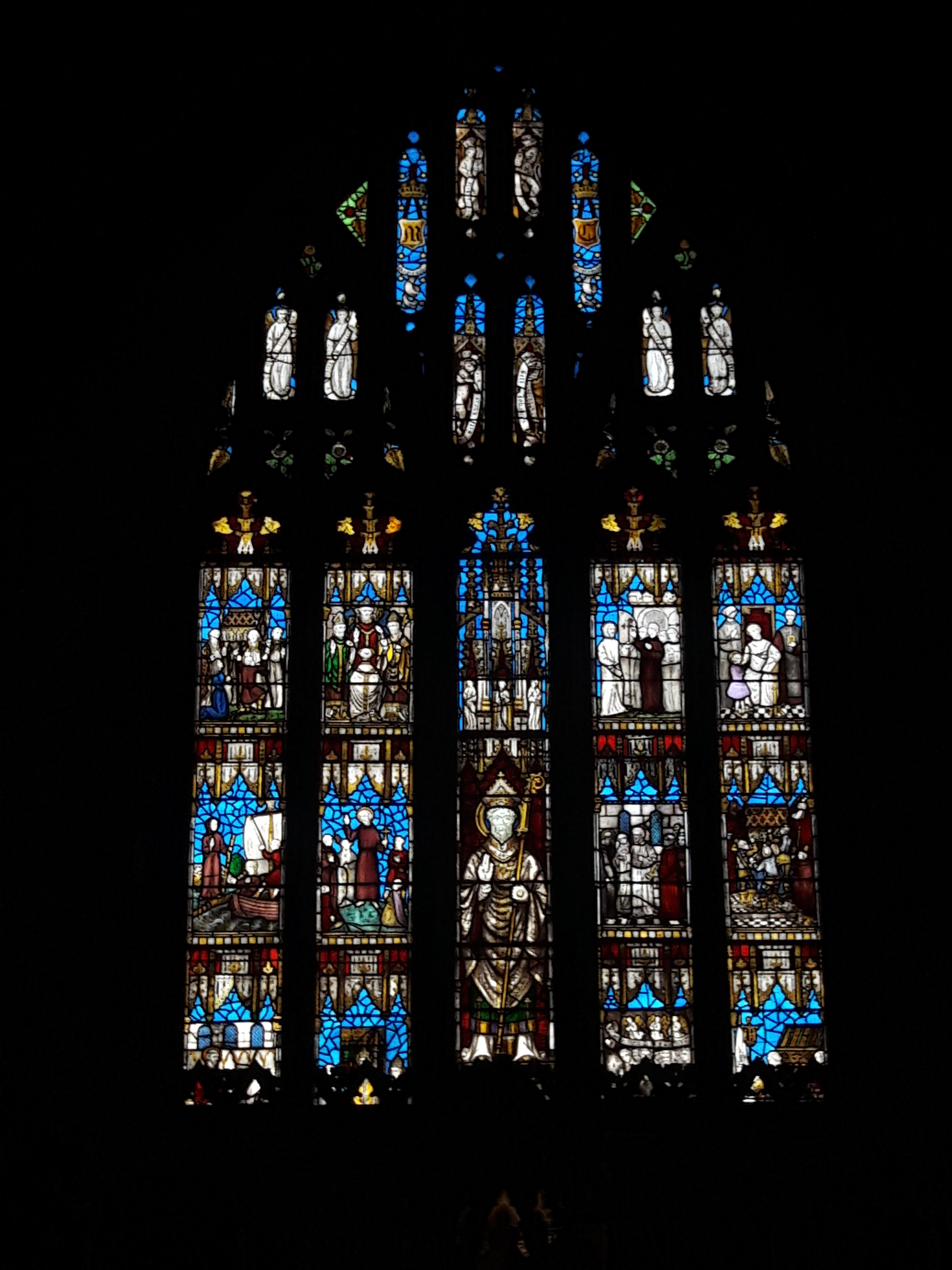
Witraż w prezbiterium